# Terreneuvien
Stratigraphie
Série 2
Le Terreneuvien est, dans l'échelle des temps géologiques de la Commission internationale de stratigraphie, la première série géologique du Cambrien, dans l'érathème paléozoïque. Le Terreneuvien, qui s'étend de 538,8 ± 0,2 Ma à ≃521 Ma, est subdivisé en deux étages géologiques : le Fortunien et l'étage 2 du Cambrien, non encore nommé,.

## Étymologie
L’appellation Terreneuvien, qui remplace l'ancienne appellation provisoire Série 1, fait référence à l’appellation francophone de l'île de Terre-Neuve où a été défini le point stratotypique mondial (PSM) du Fortunien, soit la base de cette série ainsi que du Cambrien.
| Système                                          | Série        | Étage        | Âge (Ma)        |
| ------------------------------------------------ | ------------ | ------------ | --------------- |
| Ordovicien                                       | Inférieur    | Trémadocien  | plus récent     |
| Cambrien                                         | Furongien    | Étage 10     | ≃489.5 - 486.85 |
| Cambrien                                         | Furongien    | Jiangshanien | ≃494.2 - ≃489.5 |
| Cambrien                                         | Furongien    | Paibien      | ≃497.0 - ≃494.2 |
| Cambrien                                         | Miaolingien  | Guzhangien   | ≃500.5 - ≃497.0 |
| Cambrien                                         | Miaolingien  | Drumien      | ≃504.5 - ≃500.5 |
| Cambrien                                         | Miaolingien  | Wuliuen      | ≃506.5 - ≃504.5 |
| Cambrien                                         | Série 2      | Étage 4      | ≃514.5 - ≃506.5 |
| Cambrien                                         | Série 2      | Étage 3      | ≃521.0 - ≃514.5 |
| Cambrien                                         | Terreneuvien | Étage 2      | ≃529.0 - ≃521.0 |
| Cambrien                                         | Terreneuvien | Fortunien    | 538.8 - ≃529.0  |
| Édiacarien                                       | Édiacarien   | Édiacarien   | plus ancien     |
| Subdivisions du Cambrien d'après l'ICS (2018-08) |              |              |                 |